# Biserica de lemn din Slătioara-Mănășești-Cociobi

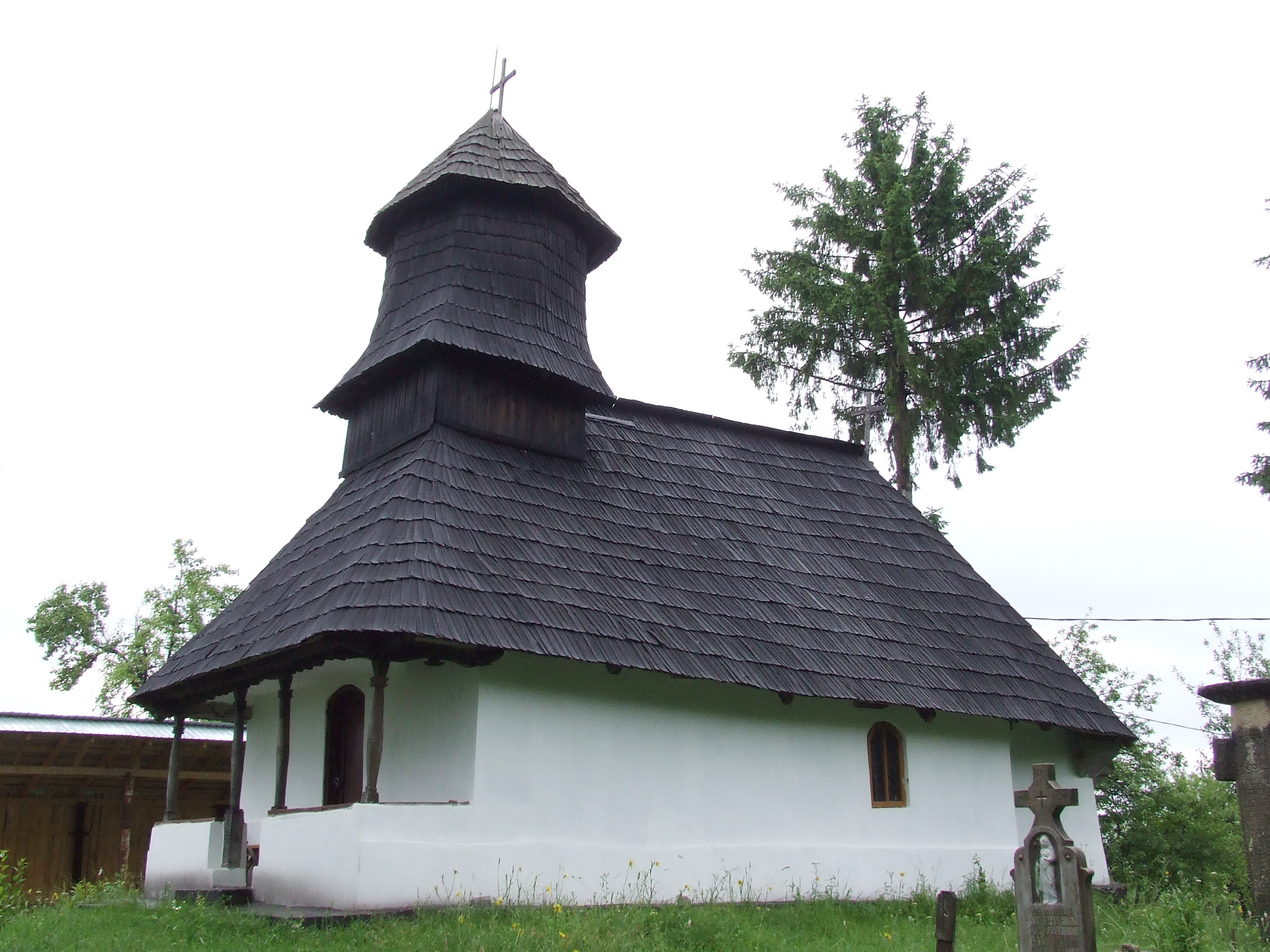
Biserica de lemn din Slătioara, foto: 2009

Crucea de piatră a bisericii de lemn din Slătioara. Foto: 2009

Biserica de lemn din Slătioara-Mănășești-Cociobi se află în cătunul Mănășești-Cociobi, localitatea Slătioara, județul Vâlcea. Biserica este atribuită prin tradiție vătafului de plai Ion Urseanu, ceea ce o datează în ultimul sfert al veacului 18. Poartă hramurile „Buna Vestire” și „Cuvioasa Paraschiva”. Biserica este înscrisă pe noua listă a monumentelor istorice, LMI 2004:  VL-II-m-B-09913.

## Istoric
Biserica este atribuită prin tradiție vătafului de plai Ion Urseanu, ceea ce o datează în ultimul sfert al veacului 18.